# Marie Sophie Frederika van Hessen-Kassel
Marie Sophie Frederika van Hessen-Kassel (Hanau, 28 oktober 1767 - Frederiksberg, 21 maart 1852) was van 1808 tot 1814 koningin van Denemarken en Noorwegen en van 1814 tot 1839 koningin van Denemarken. Ze behoorde tot het huis Hessen-Kassel.

## Levensloop
Marie was de oudste dochter van Karel van Hessen-Kassel, gouverneur van de Deense hertogdommen Sleeswijk en Holstein, uit diens huwelijk met Louise, dochter van koning Frederik V van Denemarken.
Op 31 juli 1790 huwde ze met haar neef Frederik van Denemarken (1768-1839), die sinds 1784 optrad als regent van het koninkrijk namens zijn geesteszieke vader Christiaan VII. In 1808 werd het echtpaar na de dood van Christiaan effectief koning en koningin van Denemarken en Noorwegen.
Omdat haar echtgenoot tijdens de Napoleontische Oorlogen Frankrijk en Napoleon ondersteunde, moest hij in 1814 bij het Verdrag van Kiel Noorwegen afstaan aan Zweden. Toen Frederik VI deelnam aan het Congres van Wenen, was Marie van 1814 tot 1815 regentes van Denemarken.
Na de dood van haar echtgenoot in 1839 trok Marie zich terug uit het openbare leven. Vanaf dan leefde ze afwisselend in het Slot van Frederiksberg en het Slot van Amalienborg. Ze stierf in maart 1852 op 84-jarige leeftijd in Frederiksberg en werd bijgezet in de Kathedraal van Roskilde.

## Huwelijk en nakomelingen
Marie en Frederik kregen in totaal acht kinderen. Enkel twee dochters zouden de volwassenheid bereiken, alle andere kinderen stierven minder dan een jaar na de geboorte:
- Christiaan (1791)
- Marie Louise (1792-1793)
- Caroline (1793-1881), huwde in 1829 met kroonprins Frederik Ferdinand van Denemarken
- Louise (1795)
- Christiaan (1797)
- Juliana Louise (1802)
- Frederika Maria (1805)
- Wilhelmina Marie (1808-1891), huwde eerst in 1828 met de latere koning Frederik VII van Denemarken, van wie ze in 1837 scheidde, en daarna in 1838 met Karel van Glücksburg, jongere broer van Christiaan IX

## Voorouders
| Stamboom Marie Sophie Frederika van Hessen-Kassel    | Stamboom Marie Sophie Frederika van Hessen-Kassel                                            | Stamboom Marie Sophie Frederika van Hessen-Kassel                                            | Stamboom Marie Sophie Frederika van Hessen-Kassel                                            | Stamboom Marie Sophie Frederika van Hessen-Kassel                                            | Stamboom Marie Sophie Frederika van Hessen-Kassel                                              | Stamboom Marie Sophie Frederika van Hessen-Kassel                                              | Stamboom Marie Sophie Frederika van Hessen-Kassel                                              | Stamboom Marie Sophie Frederika van Hessen-Kassel                                              | Stamboom Marie Sophie Frederika van Hessen-Kassel                                                | Stamboom Marie Sophie Frederika van Hessen-Kassel                                                | Stamboom Marie Sophie Frederika van Hessen-Kassel                                                | Stamboom Marie Sophie Frederika van Hessen-Kassel                                                | Stamboom Marie Sophie Frederika van Hessen-Kassel                                              | Stamboom Marie Sophie Frederika van Hessen-Kassel                                              | Stamboom Marie Sophie Frederika van Hessen-Kassel                                              | Stamboom Marie Sophie Frederika van Hessen-Kassel                                              | Stamboom Marie Sophie Frederika van Hessen-Kassel | Stamboom Marie Sophie Frederika van Hessen-Kassel | Stamboom Marie Sophie Frederika van Hessen-Kassel | Stamboom Marie Sophie Frederika van Hessen-Kassel | Stamboom Marie Sophie Frederika van Hessen-Kassel | Stamboom Marie Sophie Frederika van Hessen-Kassel | Stamboom Marie Sophie Frederika van Hessen-Kassel | Stamboom Marie Sophie Frederika van Hessen-Kassel | Stamboom Marie Sophie Frederika van Hessen-Kassel | Stamboom Marie Sophie Frederika van Hessen-Kassel | Stamboom Marie Sophie Frederika van Hessen-Kassel | Stamboom Marie Sophie Frederika van Hessen-Kassel | Stamboom Marie Sophie Frederika van Hessen-Kassel | Stamboom Marie Sophie Frederika van Hessen-Kassel | Stamboom Marie Sophie Frederika van Hessen-Kassel | Stamboom Marie Sophie Frederika van Hessen-Kassel | Stamboom Marie Sophie Frederika van Hessen-Kassel | Stamboom Marie Sophie Frederika van Hessen-Kassel | Stamboom Marie Sophie Frederika van Hessen-Kassel | Stamboom Marie Sophie Frederika van Hessen-Kassel | Stamboom Marie Sophie Frederika van Hessen-Kassel | Stamboom Marie Sophie Frederika van Hessen-Kassel | Stamboom Marie Sophie Frederika van Hessen-Kassel | Stamboom Marie Sophie Frederika van Hessen-Kassel |
| ---------------------------------------------------- | -------------------------------------------------------------------------------------------- | -------------------------------------------------------------------------------------------- | -------------------------------------------------------------------------------------------- | -------------------------------------------------------------------------------------------- | ---------------------------------------------------------------------------------------------- | ---------------------------------------------------------------------------------------------- | ---------------------------------------------------------------------------------------------- | ---------------------------------------------------------------------------------------------- | ------------------------------------------------------------------------------------------------ | ------------------------------------------------------------------------------------------------ | ------------------------------------------------------------------------------------------------ | ------------------------------------------------------------------------------------------------ | ---------------------------------------------------------------------------------------------- | ---------------------------------------------------------------------------------------------- | ---------------------------------------------------------------------------------------------- | ---------------------------------------------------------------------------------------------- | ------------------------------------------------- | ------------------------------------------------- | ------------------------------------------------- | ------------------------------------------------- | ------------------------------------------------- | ------------------------------------------------- | ------------------------------------------------- | ------------------------------------------------- | ------------------------------------------------- | ------------------------------------------------- | ------------------------------------------------- | ------------------------------------------------- | ------------------------------------------------- | ------------------------------------------------- | ------------------------------------------------- | ------------------------------------------------- | ------------------------------------------------- | ------------------------------------------------- | ------------------------------------------------- | ------------------------------------------------- | ------------------------------------------------- | ------------------------------------------------- | ------------------------------------------------- | ------------------------------------------------- |
| Overgrootouders                                      | Willem VIII van Hessen-Kassel (1682-1760) x Dorothea Wilhelmina van Saksen-Zeitz (1691-1743) | Willem VIII van Hessen-Kassel (1682-1760) x Dorothea Wilhelmina van Saksen-Zeitz (1691-1743) | Willem VIII van Hessen-Kassel (1682-1760) x Dorothea Wilhelmina van Saksen-Zeitz (1691-1743) | Willem VIII van Hessen-Kassel (1682-1760) x Dorothea Wilhelmina van Saksen-Zeitz (1691-1743) | George II van Groot-Brittannië (1683-1760) ∞ 1705 Caroline van Brandenburg-Ansbach (1683-1737) | George II van Groot-Brittannië (1683-1760) ∞ 1705 Caroline van Brandenburg-Ansbach (1683-1737) | George II van Groot-Brittannië (1683-1760) ∞ 1705 Caroline van Brandenburg-Ansbach (1683-1737) | George II van Groot-Brittannië (1683-1760) ∞ 1705 Caroline van Brandenburg-Ansbach (1683-1737) | Christiaan VI van Denemarken (1699-1746) x Sophia Magdalena van Brandenburg-Bayreuth (1700-1770) | Christiaan VI van Denemarken (1699-1746) x Sophia Magdalena van Brandenburg-Bayreuth (1700-1770) | Christiaan VI van Denemarken (1699-1746) x Sophia Magdalena van Brandenburg-Bayreuth (1700-1770) | Christiaan VI van Denemarken (1699-1746) x Sophia Magdalena van Brandenburg-Bayreuth (1700-1770) | George II van Groot-Brittannië (1683-1760) ∞ 1705 Caroline van Brandenburg-Ansbach (1683-1737) | George II van Groot-Brittannië (1683-1760) ∞ 1705 Caroline van Brandenburg-Ansbach (1683-1737) | George II van Groot-Brittannië (1683-1760) ∞ 1705 Caroline van Brandenburg-Ansbach (1683-1737) | George II van Groot-Brittannië (1683-1760) ∞ 1705 Caroline van Brandenburg-Ansbach (1683-1737) |                                                   |                                                   |                                                   |                                                   |                                                   |                                                   |                                                   |                                                   |                                                   |                                                   |                                                   |                                                   |                                                   |                                                   |                                                   |                                                   |                                                   |                                                   |                                                   |                                                   |                                                   |                                                   |                                                   |                                                   |
| Grootouders                                          | Frederik II van Hessen-Kassel (1720-1785) x Maria van Hannover (1723-1772)                   | Frederik II van Hessen-Kassel (1720-1785) x Maria van Hannover (1723-1772)                   | Frederik II van Hessen-Kassel (1720-1785) x Maria van Hannover (1723-1772)                   | Frederik II van Hessen-Kassel (1720-1785) x Maria van Hannover (1723-1772)                   | Frederik II van Hessen-Kassel (1720-1785) x Maria van Hannover (1723-1772)                     | Frederik II van Hessen-Kassel (1720-1785) x Maria van Hannover (1723-1772)                     | Frederik II van Hessen-Kassel (1720-1785) x Maria van Hannover (1723-1772)                     | Frederik II van Hessen-Kassel (1720-1785) x Maria van Hannover (1723-1772)                     | Frederik V van Denemarken (1723-1766) ∞ Louise van Hannover (1724-1751)                          | Frederik V van Denemarken (1723-1766) ∞ Louise van Hannover (1724-1751)                          | Frederik V van Denemarken (1723-1766) ∞ Louise van Hannover (1724-1751)                          | Frederik V van Denemarken (1723-1766) ∞ Louise van Hannover (1724-1751)                          | Frederik V van Denemarken (1723-1766) ∞ Louise van Hannover (1724-1751)                        | Frederik V van Denemarken (1723-1766) ∞ Louise van Hannover (1724-1751)                        | Frederik V van Denemarken (1723-1766) ∞ Louise van Hannover (1724-1751)                        | Frederik V van Denemarken (1723-1766) ∞ Louise van Hannover (1724-1751)                        |                                                   |                                                   |                                                   |                                                   |                                                   |                                                   |                                                   |                                                   |                                                   |                                                   |                                                   |                                                   |                                                   |                                                   |                                                   |                                                   |                                                   |                                                   |                                                   |                                                   |                                                   |                                                   |                                                   |                                                   |
| Ouders                                               | Karel van Hessen-Kassel (1744-1836) x Louise van Denemarken (1750-1831)                      | Karel van Hessen-Kassel (1744-1836) x Louise van Denemarken (1750-1831)                      | Karel van Hessen-Kassel (1744-1836) x Louise van Denemarken (1750-1831)                      | Karel van Hessen-Kassel (1744-1836) x Louise van Denemarken (1750-1831)                      | Karel van Hessen-Kassel (1744-1836) x Louise van Denemarken (1750-1831)                        | Karel van Hessen-Kassel (1744-1836) x Louise van Denemarken (1750-1831)                        | Karel van Hessen-Kassel (1744-1836) x Louise van Denemarken (1750-1831)                        | Karel van Hessen-Kassel (1744-1836) x Louise van Denemarken (1750-1831)                        | Karel van Hessen-Kassel (1744-1836) x Louise van Denemarken (1750-1831)                          | Karel van Hessen-Kassel (1744-1836) x Louise van Denemarken (1750-1831)                          | Karel van Hessen-Kassel (1744-1836) x Louise van Denemarken (1750-1831)                          | Karel van Hessen-Kassel (1744-1836) x Louise van Denemarken (1750-1831)                          | Karel van Hessen-Kassel (1744-1836) x Louise van Denemarken (1750-1831)                        | Karel van Hessen-Kassel (1744-1836) x Louise van Denemarken (1750-1831)                        | Karel van Hessen-Kassel (1744-1836) x Louise van Denemarken (1750-1831)                        | Karel van Hessen-Kassel (1744-1836) x Louise van Denemarken (1750-1831)                        |                                                   |                                                   |                                                   |                                                   |                                                   |                                                   |                                                   |                                                   |                                                   |                                                   |                                                   |                                                   |                                                   |                                                   |                                                   |                                                   |                                                   |                                                   |                                                   |                                                   |                                                   |                                                   |                                                   |                                                   |
| Marie Sophie Frederika van Hessen-Kassel (1767-1852) |                                                                                              |                                                                                              |                                                                                              |                                                                                              |                                                                                                |                                                                                                |                                                                                                |                                                                                                |                                                                                                  |                                                                                                  |                                                                                                  |                                                                                                  |                                                                                                |                                                                                                |                                                                                                |                                                                                                |                                                   |                                                   |                                                   |                                                   |                                                   |                                                   |                                                   |                                                   |                                                   |                                                   |                                                   |                                                   |                                                   |                                                   |                                                   |                                                   |                                                   |                                                   |                                                   |                                                   |                                                   |                                                   |                                                   |                                                   |

- Gemeinsame Normdatei: 1089512023
- International Standard Name Identifier: 0000 0000 7308 1359
- Library of Congress Control Number: no2009175459
- Nationale Bibliotheek van Israël: 987007308841205171
- Virtual International Authority File: 42149066343565600212
- WorldCat: E39PBJy8vQw3VVbdVCHJGQRYfq